# Гарвардские художественные музеи
Гарвардские художественные музеи (англ. Harvard Art Museums) — комплекс Гарвардского университета в США, включающий три собрания — Художественного музея Фогга / Fogg Art Museum (основан в 1895 году), Музея Буш-Райзингера / Busch-Reisinger Museum (1903), Музея Артура М. Саклера / Arthur M. Sackler Museum (1985), — а также четыре исследовательских центра: Археологии Сарды / Archaeological Exploration of Sardis (основан в 1958 году), Технического изучения современного искусства / Center for the Technical Study of Modern Art (2002), Архива Гарвардских художественных музеев / Harvard Art Museums Archives, Центра консервации и технических исследований Штрауса / Straus Center for Conservation and Technical Studies (1928).
Собрания музеев насчитывают около 250 000 художественных объектов c античности до наших дней, относящихся к Европе, Северной Америке, Северной Африке, Ближнему Востоку, Южной, Восточной и Юго-Восточной Азии.
Изначально институция именовалась Harvard University Art Museums, слово «университет» из названия было исключено  в 2008 году, — тогда же музейное историческое здание на Куинси-стрит в массачусетском Кембридже было закрыто на капитальный ремонт и расширено по проекту Ренцо Пиано (итальянский архитектор дополнил кирпичное здание 1920-х годов Музея Фогга  современным строением примерно такого же размера — подчёркнуто разные по стилю части нового музейного комплекса соединены большой пирамидальной стеклянной крышей). С ноября 2014 года все три коллекции Гарвардских художественных музеев — Фогга, Буш-Райзингера и Артура М. Саклера, — расширившие свои выставочные площади на 40%, объединены в едином пространстве.
Директорами музейного комплекса за время его существования были:
- 1896−1909 — Charles Herbert Moore
- 1909−1944 — Edward W. Forbes
- 1948−1968 — John Coolidge
- 1968−1971 — Agnes Mongan
- 1972−1974 — Daniel Robbins
- 1975−1984 — Сеймур Слайв
- 1985−1990 — Edgar Peters Bowron
- 1991−2002 — James Cuno
- 2003−2015 — Thomas W. Lentz
- c 2016     — Марта Тедески[англ.]